# Luciferian Age
Luciferian Age är en EP av det svenska black metal-bandet In Aphelion som gavs ut av Edged Circle Productions i november 2021. EP:n hade föregåtts av singlarna Draugr, släppt 8 oktober och titelspåret Luciferian Age som kom 22 oktober samma år. Utöver dessa spår innehåller skivan låtarna Wrath Of A False God, som även återfinns på bandets första demo, samt en cover på tyska Kreators låt Pleasure To Kill. En fyrsidig textinlaga följer med EP:n. Utöver som CD och i digitalt format släpptes även EP:n Luciferian Age på 12" vinyl i två versioner, båda i begränsad upplaga, den 25 februari 2022. 

## Låtlista
1. Draugr – 7:50
2. Luciferian Age – 4:14
3. Wrath of a False God – 6:28
4. Pleasure to Kill (Kreator cover) – 3:56

## Banduppsättning
- Sebastian Ramstedt - sång, gitarr, bas
- Joahn Bergebäck - gitarr
- Marco Prij - trummor